# 하나의 크고 아름다운 법
하나의 크고 아름다운 법 (One Big Beautiful Bill Act, OBBBA, OBBB, BBB), 또는 크고 아름다운 법안(Big Beautiful Bill)은 119대 미국 의회에서 통과된 예산 조정 법안으로, 도널드 트럼프 대통령의 2기 임기 정책의 핵심을 이루는 세금 및 지출 정책을 담고 있다. 이 법안은 2025년 7월 4일 트럼프 대통령이 서명하여 발효되었다. 법안이 발효되기 전, 상원은 2025년 7월 1일 51대 50으로 이 법안을 통과했으며, JD 밴스 부통령이 찬성표를 던져 동수를 깨고 가결되었다. OBBBA는 2025년 7월 3일 하원에서 218대 214로 통과되었다. 이 법안은 양원 모두에서 민주당의 전면적인 반대에도 불구하고 통과되었다.
OBBBA는 수백 가지의 조항을 포함하고 있다. 이 법안은 트럼프가 2017년에 서명하여 발효된 개인 소득세율을 영구적으로 연장하며, 이는 원래 2025년 말에 만료될 예정이었다. 또한, 연간 50만 달러 미만을 버는 납세자의 주 및 지방세 공제 한도를 4만 달러로 인상하며, 이 한도는 5년 후 1만 달러로 다시 돌아간다. OBBBA는 또한 팁, 초과근무 수당, 자동차 대출에 대한 여러 임시 세금 공제를 포함하며, 트럼프 계좌를 생성하여 부모가 자녀를 위해 세금 유예 계좌를 만들 수 있도록 하며, 이 모든 조항은 2028년에 만료될 예정이다. 또한 자녀 세금 공제를 영구적으로 200달러 인상하고, 송금에 1%의 세금을 부과하며, 대학 기부금의 투자 소득에 대한 세금을 인상한다. 이 외에도 바이든 시대의 2022년 인플레이션 감축법에 포함된 청정 에너지 세금 공제를 단계적으로 폐지하고, 재생 에너지보다 화석연료를 장려한다. 국가 부채 한도를 5조 달러 인상한다. 메디케이드 및 메디케어 지출을 대폭 삭감한다. OBBBA는 또한 푸드 스탬프 수령자에 대한 근로 요건을 확대하고, 푸드 스탬프와 관련된 일부 비용을 주 정부가 책임지도록 한다. OBBBA는 새로운 국방 지출 1,500억 달러와 국경 단속 및 추방에 1,500억 달러를 추가로 포함한다. 이 법안은 ICE의 자금 지원을 2029년까지 100억 달러에서 1,000억 달러 이상으로 늘려, 연방 정부에서 단일 기관으로는 가장 많은 자금을 지원받는 법 집행 기관으로 만든다.
미국 의회예산처(CBO)는 이 법안이 2034년까지 예산 적자를 2조 8천억 달러 증가시키고, 1천90만 명의 미국인이 건강 보험 혜택을 잃게 할 것으로 추정한다. 메디케이드 삭감은 이 프로그램 역사상 가장 큰 규모이며, 전문가들은 이 법안이 미국 역사상 가장 큰 규모의 빈곤층에서 부유층으로의 부의 상향 이전을 초래할 것이라고 주장한다. 여러 싱크탱크, 전문가, 반대자들은 이 법안의 역진적인 세금 구조를 비판하며 많은 정책을 속임수로 묘사했다. 여러 여론 조사에 따르면, 대다수의 미국인이 이 법안에 반대한다.

## 배경
2024년 미국 대통령 선거에서 공화당이 하원을 유지하고 상원을 장악한 후, 공화당은 당시 대통령 당선자 도널드 트럼프의 국내 정책 통과를 위한 협상을 시작했다. 2024년 12월 상원 공화당 의원들과의 회의에서 존 튠 상원 원내대표는 국경 안보, 에너지 생산 및 군사에 대한 초기 입법을 포함하고 세금 정책은 나중에 다루는 접근 방식을 제시했다. 반면 트럼프는 2017년 감세 및 일자리법에서 시행된 세금 감면의 임박한 만료 문제를 해결하기 위해 단일 법안을 주장했다. 그러나 이 전략은 이탈하는 의원들로부터 위험에 직면했다.
2025년 1월, 공화당은 포트 레슬리 J. 맥네어에서 회의를 가졌다. 이 회의에서 마이크 존슨 하원 의장은 트럼프가 자신의 정책을 시행하기 위해 "하나의 크고 아름다운 법안"을 원한다고 밝혔다. 법안 통과를 쉽게 하기 위해 공화당은 예산 조정 절차를 사용하기로 결정했으며, 이를 통해 상원의 60표 필리버스터를 피할 수 있었다(상원 100석 중 53석을 차지하고 있으므로 중요한 의미를 가진다). 이는 하원과 상원이 실제 조정 법안을 통과시키기 전에 동일한 지침을 통과시켜야 한다.

## 조항
CBS 뉴스에 따르면, OBBBA는 "트럼프 대통령 2기 임기 정책의 주요 내용을 포함하는 대규모 지출 및 세금 법안"이다. OBBBA는 수백 가지 조항을 포함하고 있으며, 국가 부채를 약 3조 달러 증가시킬 것으로 추정되며 10년 동안 약 4조 4,600억 달러의 세수 감소를 예상한다. 이 법안은 다음 조항으로 구성된다.
- 연말에 만료 예정인 트럼프가 2017년에 서명한 개인 소득세율을 영구적으로 연장한다.
- 연간 50만 달러 미만을 버는 납세자의 주 및 지방세 공제 한도를 4만 달러로 인상하며, 5년 후에는 1만 달러로 돌아가며, 예상 비용은 1,420억 달러이다. 뉴욕주의 공화당 하원의원 엘리세 스테파닉, 마이크 롤러, 닉 랄로타, 앤드루 가르바리노, 캘리포니아주의 영 김 하원의원, 뉴저지주의 톰 킨 주니어 하원의원이 마이크 존슨 하원의장과 협상하여 이 합의를 통해 찬성표를 얻었다.
- 연간 15만 달러 미만을 버는 근로자를 위한 팁과 초과근무 수당에 대한 새로운 세금 공제를 신설한다. 상원 법안은 이 공제액을 2만 5천 달러로 제한하지만, 이전 하원 법안은 상한이 없었다. 이 조항은 2028년에 만료될 예정이다.[14]
- 자동차 구매자가 2025년부터 2028년 사이에 미국에서 조립되어 구매된 자동차에 대해 연간 최대 1만 달러의 자동차 대출 이자를 공제받을 수 있도록 한다. 이 공제는 개인 소득이 10만 달러 이상 또는 부부 소득이 20만 달러 이상인 경우 단계적으로 폐지된다.[15]
- 2017년 감세 및 일자리법에 의해 일시적으로 폐지되었던 개인 공제를 영구적으로 폐지한다. 그러나 고령자를 위한 세금 공제를 하원 법안의 4천 달러에서 최대 6천 달러로 인상한다. 이 공제는 수정 조정 총소득 (MAGI)이 개인 7만 5천 달러(부부 15만 달러)를 초과하는 경우 단계적으로 폐지된다. 법안의 고령자 공제는 2028년에 만료될 예정이다.[16] 경제자문위원회에 따르면, 이는 고령자의 88%가 현재 법률 하의 64%에서 사회보장 세금 부담을 면할 수 있을 만큼 충분한 공제를 청구할 수 있게 될 것이다.[17]
- 자녀 세금 공제를 인상한다. 상원 법안은 공제액을 영구적으로 2,200달러로 인상하는 반면, 하원 법안은 2028년까지 2,500달러로 인상하고 그 이후에는 2,000달러로 인상한다.[18]
- 송금에 1%의 세금을 부과한다. 하원 법안은 3.5%의 세금을 요구했지만, 미국 시민에게는 환급될 예정이었다. 상원 조항은 10년 동안 최대 100억 달러의 세수를 올릴 것으로 추정되었다.[19]
- 야금용 석탄에 대한 새로운 2.5% 세금 공제를 설정한다.[20][a]
- 알래스카 상원의원의 지지를 얻기 위해, 이 법안은 포경선 선장에 대한 세금 공제 증가와 하와이와 함께 알래스카에 대한 SNAP 삭감 계획에 대한 면제 절차를 포함한다.[22][23]
- 대학 기금의 투자 소득에 대한 세금을 인상하며, 10년 동안 7억 6천1백만 달러를 거둘 것으로 추정된다. 학생 3,000명 이상 및 학생당 기부금 비율이 50만 달러인 대학은 1.4%부터 과세되며, 가장 부유한 대학은 세금이 8%까지 인상된다. 원래 하원 법안은 규모에 따른 면제 없이 최대 21%의 세금을 제안했다. 종교 대학에 대한 면제는 버드 룰을 위반하여 삭제되었다.[24]
- 트럼프 계정 생성을 포함하며, 이는 2025년에서 2028년 사이에 태어난 자녀의 출생 시 부모가 1,000달러를 기부할 수 있도록 하고[25] 연간 5,000달러를 기여할 수 있도록 하며, 이 돈은 세금 유예로 성장하여 고등 교육, 직업 훈련 또는 주택 선납금으로 사용할 수 있도록 한다.[26][b]
- 바이든 시대의 2022년 인플레이션 감축법에서 통과된 청정 에너지 세금 공제를 단계적으로 폐지한다. 풍력 및 태양광 세금 공제는 2026년 6월 이후 건설을 시작하거나 2027년 이후 서비스에 들어가는 프로젝트에 대해 단계적으로 폐지된다.[c] 전기차량 세금 공제는 2025년 9월까지 단계적으로 폐지되며, 전기차 충전 세금 공제는 2026년 6월까지 단계적으로 폐지된다.[29][30] 메탄 배출에 대한 수수료는 10년 연기되며, 바이오 연료에 대한 세금 공제는 2031년까지 4년 추가 연장된다.[10]
- 미국 부채 한도를 5조 달러 인상한다.[6]
- 메디케어의 가격 협상 프로그램의 일부를 뒤집어 더 많은 약물이 면제되도록 하고 소비자 비용을 증가시킨다. 의회예산처는 10년 동안 정부의 절감액이 50억 달러 감소할 것으로 추정한다.[31]

법안의 국방 부분은 추가로 1,500억 달러의 국방 지출을 할당한다. 이 금액은 다음을 포함한다.
- 조선에 290억 달러
- 제안된 골든 돔 미사일 방어 시스템에 250억 달러
- 군수품에 250억 달러
- 인공지능을 포함한 군사 혁신에 160억 달러, 여기에는 자폭 드론, 무인 항공 시스템, 드론 보트, 수중 드론을 위한 자금이 포함된다.[32]
- 핵 억지력에 150억 달러
- 인도-태평양 지역의 군사 작전 개선에 120억 달러
- 다양한 인프라 및 주택 개선에 250억 달러.[33]

이 법안은 국경 안보에 1,700억 달러를 지출하며, 매년 최대 100만 명을 추방할 수 있는 능력을 창출한다.
이 법안은 ICE의 자금 지원을 100억 달러에서 2029년까지 1,000억 달러 이상으로 늘려, 연방 정부에서 단일 기관으로는 가장 많은 자금을 지원받는 법 집행 기관으로 만든다. 이 자금은 다음을 포함한다:
- 멕시코-미국 국경에 장벽을 건설하기 위한 465억 달러[37]
- 10만 개의 새로운 이민자 구금 침대를 추가하기 위한 4년 동안 450억 달러. 이는 ICE의 구금 예산에서 365% 증가하는 것이다.[37][38]
- 새로운 요원 고용 및 운송, 추방 비용 충당을 위한 이민세관단속국에 299억 달러, 1만 명의 새로운 요원을 고용하는 것을 목표로 한다.[39]
- 국경 단속을 위한 주 및 지역 법 집행 기관 지원에 173억 달러[39]
- 국경 안보 관련 비용에 대한 국토안보부 보상에 100억 달러[40]
- 국경순찰대 요원 및 차량 고용에 78억 달러, 3,000명의 새로운 요원을 고용하는 것을 목표로 한다.[39]
- 국경 기술에 62억 달러[39]
- 이민 판사 및 직원 고용에 33억 달러.[41]

이 법안은 망명 신청에 연간 100달러의 수수료를 부과하며, 하원 법안의 1,000달러에서 인하되었다. 인도적 보호 또는 일시 보호 신분의 망명 신청자 및 이민자에 대한 취업 허가 신청에는 550달러의 수수료가, 일시 보호 신분 신청에는 500달러의 수수료가 부과된다. 또한 비이민 비자 수수료를 250달러로 인상한다.
이 법안은 연방 지출을 1조 2천억 달러 이상 삭감하며, 주로 메디케이드에서 삭감한다. 권리 부분과 관련하여 이 법안은:
- 메디케이드 수령자에게 처음으로 근로 요건을 추가하여, 19세에서 64세까지의 개인은 월 최소 80시간을 일해야 한다. 14세 이하 부양 자녀를 둔 성인 및 특정 의료 상태를 가진 사람에게는 일부 면제가 제공된다.[42]
- 주 정부가 메디케이드 비용을 충당하는 데 도움이 되는 메디케이드 제공자 세금을 2031년까지 6%에서 3.5%로 삭감한다.[10]
- 메디케이드 확장 대상자의 자격 여부를 연간이 아닌 6개월마다 확인하도록 주에 요구한다.[10]
- 확장 주가 주정부 지시 지불을 사용하여 메디케이드 제공자에게 메디케어가 지불하는 것보다 높은 가격을 지불하는 것을 금지한다.[10]
- 요양원 최소 인력 비율을 요구한다.[10]
- 영주권자가 메디케이드 신청 전 5년 대기 기간을 요구하고, 소급 메디케이드 지불 기간을 3개월에서 1개월로 단축한다.[10]
- 이민자에 대한 프리미엄 세금 공제를 제한한다.[10]
- 오류 및 기타 부적절한 지불이 있는 주에 대한 메디케이드 지불을 줄인다.[10]
- 플랜드페런트후드 및 가상의 유사 단체에 대한 메디케이드 자금 지원을 1년 동안 금지한다.[10][43]
- SNAP (푸드 스탬프) 수혜자 중 18세에서 64세까지의 개인에게 월 최소 80시간을 일하도록 요구하며, 이는 현재 법률 하의 18세에서 54세에 비해 확대된 것이다.[44]
- 오류율이 6%를 초과하는 주에 SNAP 혜택 비용의 최대 15%를 부담하도록 요구한다. 리사 머카우스키 상원의원과 댄 설리번 상원의원의 로비에 따라 알래스카주와 하와이주는 특별 면제를 받는다.[44]
- 전국 교육 및 비만 예방 보조금 프로그램(National Education and Obesity Prevention Grant Program)을 폐지한다.[10]
- SNAP 프로그램 관리 비용에서 주정부 부담 비율을 50%에서 75%로 인상한다.[45]
- SNAP 혜택 수준을 계산하는 데 사용되는 알뜰 식품 계획(Thrifty Food Plan)의 향후 업데이트를 제한한다.[45]

이 법안은 또한:
- 조 바이든 행정부에서 발표된, 학교가 기만적인 모집에 참여한 경우 학자금 대출을 취소하는 규정을 일시 중단한다.[10]
- 대학원생에 대한 비보조 학자금 대출을 연간 2만 5백 달러, 평생 10만 달러로 제한한다.[46]
- 법학전문대학원이나 의학전문대학원과 같은 전문 학위를 추구하는 학생에 대한 학자금 대출을 연간 5만 달러, 평생 20만 달러로 제한하고, 대학원 PLUS 대출을 없앤다.[46]
- 평생 학자금 대출 한도를 25만 7천 달러로 추가한다.[46]
- 소득 기반 상환 프로그램을 재구성한다.[47]
- 국토 관리국에 분기별 육상 석유 및 가스 임대 판매를 실시하도록 요구한다.[10]
- 2022년 인플레이션 감축법에서 할당된 다양한 자금을 취소한다.[10]
- 소비자 금융 보호국에 대한 자금 지원을 절반으로 줄인다.[48]

이 법안은 다음 추가 조항을 포함한다:
- 농촌 지역의 의료 제공자를 지원하기 위해 250억 달러에서 500억 달러로 증액된 농촌 병원 기금(Rural Hospital Fund)을 설립하여 메디케이드 삭감에 대한 안전망을 제공한다.[10]
- 미국 해안경비대에 230억 달러의 자금 지원
- 항공 교통 관제 자금에 120억 달러
- NASA에 100억 달러. 여기에는 화성 통신 궤도선에 7억 달러, 루나 게이트웨이 우주 정거장에 26억 달러, 아르테미스 4호 및 아르테미스 5호 임무를 위한 우주 발사 시스템 로켓 개발에 41억 달러, 아르테미스 4호 오리온 우주선에 2천만 달러, 2030년까지 국제우주정거장 운영에 12억 5천만 달러, 미국 데로빗 차량에 3억 2천5백만 달러, 5개 NASA 센터 개선에 10억 달러 (스테니스에 1억 2천만 달러, 케네디에 2억 5천만 달러, 존슨에 3억 달러, 마셜에 1억 달러, 미슈에 3천만 달러), 상업 승무원 수송 계획 관리에 참여하는 현장 센터로 우주선을 이전하는 데 8천5백만 달러 (이는 디스커버리 우주왕복선을 존슨 우주 센터로 이전하는 것을 목표로 한다)[49]
- 내셔널 가든 오브 아메리칸 히어로즈에 4천만 달러[37]
- 가격 손실 보장 및 농업 위험 보장 프로그램의 기준 가격을 인상하여 10년 동안 540억 달러의 추가 지출을 초래한다.[50]
- 농작물 보험 프로그램 지출을 10년 동안 63억 달러, 농무부 재난 구호 프로그램 지출을 같은 기간 동안 29억 달러 증가시킨다.[50]
- FCC와 NTIA가 2034년까지 1.3에서 10 GHz 사이의 전자기 스펙트럼 600MHz를 식별하고 경매하도록 요구하며, 이는 최대 850억 달러의 수익을 창출할 수 있다.[10][51]
- 국가총기법에 따라 소음기와 단총신 소총의 제조 또는 양도에 부과되는 현재 200달러의 세금을 0달러로 줄여, 사실상 해당 품목에 부과되는 세금을 없앤다.[52][53]
- 방사선 노출 보상법을 확대하여 핵 개발 및 실험으로 영향을 받은 사람들에게 적용한다.[37]
- 800달러 미만의 선적물을 관세 없이 미국으로 들여올 수 있도록 허용하는 최소 기준 진입 특권을 폐지한다.[10]
- 납세자의 적격 생산 재산에 대해, 법안은 해당 재산의 조정된 원가에 대해 100% 제179조 상각 공제를 허용한다.[27]

### 삭제된 조항
다음 조항들은 한때 법안에 포함되었지만 삭제되었다.
- OBBBA가 통과되기 전, 법안에는 원고가 보증금을 게시하지 않은 경우, 연방 법원이 법정 모욕 판결에 대해 할당된 자금을 사용하여 금지명령 또는 법원 발행 임시 접근 금지 명령을 시행하는 것을 금지하는 조항이 포함되어 있었다.[54]
- 하원에서 통과된 OBBBA 버전에는 인공지능(AI)을 규제하는 주 차원의 법률 또는 규제 시행에 대한 10년 유예가 포함되어 있었다.[55][56][57] 이 조항은 통과되지 않을 것이 분명해지자 99대 1의 투표로 삭제되었다.[58]
- 소비세가 태양광 및 풍력 발전 프로젝트에 추가되었다가 제거되었다.[59]
- 스콧 베선트 재무장관의 반대 이후 외국인 투자에 대한 세금 인상 조항이 삭제되었다.
- 마이크 리 상원의원의 미국 서부의 수백만 에이커 연방 토지를 매각하자는 제안이 삭제되었다.[60]
- 강간, 근친상간 또는 산모의 생명에 대한 위험이 있는 경우를 제외하고 낙태를 지원하는 환자보호 및 부담적정보험법 계획에 대한 지불을 중단하는 제안이 삭제되었다.[61]

또한, 하원 법안의 많은 조항은 상원의 버드 규칙을 준수하기 위해 삭제되었다. 여기에는 다음이 포함된다:
- 법안의 공식 약칭 제목[62]
- 약국 혜택 관리자가 스프레드 가격을 사용하는 것을 금지하는 조항[63]
- 2027년부터 성인과 어린이의 성전환 치료를 위해 메디케이드를 사용하는 것을 금지하는 조항 (크렌쇼 수정안)[64]
- 알래스카주와 하와이주의 혜택을 늘리기 위한 메디케이드 자금 지원 공식 변경[10]
- 직업 훈련 프로그램을 포함하도록 펠 그랜트를 확대하는 조항[65]
- 자체 자금을 사용하여 미등록 이민자에게 건강 보험을 제공하는 주에 메디케이드 자금의 더 많은 부분을 지불하도록 요구하는 조항[10]
- 팬데믹 시대의 직원 유지 세금 공제에 대한 단속[66]
- 국방부 군사 정보 프로그램에 할당된 20억 달러와 미사일 개발에 할당된 5억 달러[66]
- 다른 지원도 받을 자격이 있는 일부 가구에 대한 SNAP 지원을 종료하는 정책[66]
- 바운더리 워터스 황야 주변의 채광을 허용하는 조항.[67]

## 반응

### 여론 조사
2025년 6월에 실시된 여러 여론 조사는 미국인들의 전반적인 회의론과 불승인을 보여주었다.
- 퓨 리서치 센터(Pew Research) 여론 조사에 따르면, 미국인의 49%가 법안에 반대하고, 29%가 찬성하며, 21%는 불확실하다고 답했다.[69]
- IPSOS-워싱턴 포스트(IPSOS-Washington Post) 여론 조사에 따르면, 미국인의 42%가 법안에 반대하고, 23%가 찬성하며, 23%는 불확실하다고 답했다.[70]
- 폭스 뉴스(Fox News) 여론 조사에 따르면, 미국인의 59%가 법안에 반대하고, 29%가 찬성했다.[68][71]
- KFF에 따르면, 미국인의 64%가 법안에 반대하고, 35%가 찬성했다.[68][72]

### 지지
백악관 웹사이트인 whitehouse.gov에 따르면, 200개 이상의 단체가 OBBBA에 대한 지지를 표명했으며, 여기에는 AT&T, 컴캐스트, 아메리칸 항공, 델타 항공, 내셔널 리테일 연합, 내셔널 택스페이어스 연합 등이 포함된다.

### 반대
디 애틀랜틱, CNBC, 뉴욕 타임스, 그리고 복스는 이 법안이 미국 역사상 가장 큰 규모의 빈곤층에서 부유층으로의 부의 상향 이전을 초래할 것이라고 주장했으며, 포춘과 CNN은 이를 "역 로빈 후드 법안"이라고 불렀다. 척 슈머 상원 소수당 원내대표(민주당-뉴욕주)는 이 법안을 조롱하며 "우리는 모두 죽을 법안"이라고 불렀다. 이는 공화당의 조니 에른스트 상원의원(공화당-아이오와주)이 타운홀 미팅에서 한 발언을 암시하는 것이었다.
예일 대학교와 펜실베이니아 대학교의 공중 보건 및 정책 연구원들은 상원 지도자들에게 이 법안의 보건 프로그램 삭감이 매년 5만 1천 명 이상의 예방 가능한 사망을 초래할 것이라고 경고하는 서한을 보냈다.
비당파 싱크탱크인 Energy Innovation은 이 법안이 청정 에너지 인센티브를 해체하려는 노력이 전국적으로 83만 개 이상의 일자리를 잃게 할 것이라고 밝혔다. 청정 에너지 인센티브를 삭감하면 가계의 에너지 비용도 증가할 것이며, 새로운 발전 용량 손실로 인해 2035년까지 도매 전력 가격이 약 50% 상승할 것으로 예상된다.
채권 신용 평가 기관 중 하나인 무디스는 이 법안 통과 노력을 이유로 미국 국채 등급을 AAA에서 하향 조정했다.
여론 조사에 따르면, 대다수의 미국인은 인공지능에 대한 주 차원의 규제를 금지하려는 이전 조항에 반대했다. 이 조항은 초지능이 임박했다고 믿는 연구자들에게 무책임한 것으로 여겨졌다. 다른 이들은 이 조항이 AI 생성 아동 포르노와 딥페이크에 대한 규제를 막고, 특정 개인 정보 보호법을 무효화하며, 연방 정부에 권력을 더욱 집중시킬 것을 우려했다. 마저리 테일러 그린 하원의원(공화당-조지아주)은 AI 입법 제한이 포함된 채 법안이 하원으로 돌아온다면 반대표를 던졌을 것이라고 말했다.
당시 정부효율부 (DOGE)의 실질적인 수장이었던 일론 머스크는 이 법안을 대규모 지출 법안으로 비난했다. 그는 나중에 이 법안을 "혐오스러운 역겨움"이라고 불렀다. 일부 공화당 상원의원들은 머스크의 의견을 지지했다. 이 법안에 대한 공화당의 반대는 당의 자유지상주의 파벌과 관련이 있다. 랜드 폴이 머스크의 법안 비판을 지지하면서, 다른 이들은 폴의 상원 국토안보 및 정부 업무 위원회 제안이 새로운 연방 직원이 Title 5 혜택을 선택할 경우 더 높은 FERS 기여율을 지불하도록 요구하고, "수의 고용" 직원은 더 낮은 FERS 기여율을 지불하도록 요구하는 것을 비판했다. 수의 고용 연방 직원 수가 증가하면 대통령이 어떤 이유로든 많은 직원을 해고할 수 있다는 우려가 제기되었다. 이 법안은 머스크와 트럼프 사이에 공개적인 불화를 시작한 것으로 평가된다.
미국 연방공무원퇴직자협회 (NARFE)의 정책 및 프로그램 담당 부회장인 존 해튼은 다음 사항에 대해 경고했다.
이 법안은 퇴직 급여에 세금을 부과하여 시스템 하에서 5%의 급여 삭감을 초래하며, 또한 공무원 보호를 유지하기로 결정하면 추가로 5%를 삭감하여 능력 기반 공무원 제도를 훼손할 것이다. 이러한 보호는 직원의 이익을 위한 것이 아니라, 연방 직원의 정치적 해고를 막기 위해 존재한다.
미국 정부 직원 연맹 (AFGE) 전국 회장 에버렛 켈리는 다음과 같이 말했다.
이 소위 조정 법안은 사실상 거대한 보복 법안이다. 이는 우리 회원들을 성공적으로 옹호하고 이 행정부의 불법적인 연방 기관 및 우리 연방 프로그램을 운영하는 애국적인 공무원들을 말살하려는 시도에 맞서 싸운 AFGE 및 다른 노조에 대한 보복이다. 이 조항들은 연방 직원 및 그들의 노동조합에 대한 직접적인 공격을 의미하며, 연방 기관이 미국 국민을 위해 봉사하는 데 절실히 필요한 자격을 갖춘 직원들을 모집하고 유지하는 것을 훨씬 더 어렵게 만들 것이다.
2001년 노벨 경제학상 수상자인 조지프 스티글리츠는 스위스 라디오 및 텔레비전 (SRF)과의 인터뷰에서 OBBBA에 대해 어떻게 설명할 것인지 질문을 받았을 때 다음과 같이 대답했다.
터무니없다. 이는 불평등과 사회 분열을 악화시킨다. 이는 미국의 주요 문제 중 하나이다. 취약 계층의 의료 접근권을 박탈한다. 이미 기대 수명이 감소하고 있고, 부자와 빈곤층 간의 건강 격차는 엄청나다. 이 법은 이를 더욱 악화시킨다.

6월 28일, 책임 있는 연방 예산 위원회 (CRFB)는 상원 법안에 대해 다음과 같이 말했다.
우리가 법안에 대한 완전한 추정치를 산출하지는 않았지만, 2034년까지 이자를 포함하여 약 4조 달러의 부채를 추가할 것으로 보인다. 이는 하원 통과 법안보다 약 1조 달러 더 높은 금액이다. 임시 조항이 영구화된다면 그 비용은 5조 달러를 초과할 수 있다.
비당파 싱크탱크인 조세재단은 법안에 대해 엇갈린 의견을 표명했으며, "일부 현명한 삭감"을 했다고 평가하며 특히 2017년 감세 및 일자리법의 연장을 칭찬했다. 이는 가구의 안정성을 제공할 것이라고 주장했다. 또한 국제 사업 소득 계산에 미치는 영향에 대해서도 지지를 표명했다. 그러나 법안의 정치적 성격을 비판하며, 이는 세법의 복잡성을 증가시키는 예외 조항과 정치적 속임수로 가득 차 있다고 말했다. 또한 법안의 비균등적인 시민 과세 적용을 비판했다.
디 이코노미스트는 이 법안의 정책과 통과를 "미국의 점진적인 기능 장애"의 예시로 묘사하며, 적자 증가에 미치는 영향을 비판하고 세금 감면을 "속임수"라고 표현했다. 또한 트럼프의 경제 운영을 전반적으로 비판하며, 이 법안이 "트럼프가 미국 경제의 기반에 가하는 장기적인 피해를 보여준다"고 말했고, 법안의 통과가 트럼프의 연방준비제도 공격, 과학 연구 자금 중단, 높은 관세 정책, 법치주의 침식의 영향을 악화시킨다고 묘사했다. 이러한 누적된 효과가 미국의 경제 안정성을 위협하고 투자하기에 더 위험한 곳으로 만들고 있다고 설명했다.
뉴욕 타임스는 트럼프와 그의 공화당 동맹자들이 법안의 영향을 부정확한 주장으로 잘못되고 오해의 소지가 있는 진술을 했다고 비판했다. 또한 이 법안은 "트럼프가 2024년 선거 운동 중에 핵심 유권자의 지지를 얻기 위해 고안한 일련의 새롭고 대중적이며 일시적인 감면"으로 가득 차 있으며, 궁극적으로는 "전통적인 보수적 공급측 철학의 정점"이라고 묘사했다. 이 법안은 "추가적인 경제 성장을 거의 창출하지 못하면서도 가장 큰 절감액을 부유층에게 돌려준다"고 설명했다. 여러 보수적인 세금 전문가와 전 공화당 보좌관들을 인터뷰했으며, 이들은 이 법안이 "모순적"이며 전통적인 공화당 경제 의제를 고수하고 있으며, 메디케이드와 푸드 스탬프를 삭감하고 부유층에 대한 세금 인상을 거부함으로써 노동 계층에게만 부분적으로 더 많은 임시 혜택을 제공한다고 설명했다.

## 같이 보기
- 부시 감세
- 옴니버스 지출 법안
- 세금 개혁